# UNIVAC serie 9000

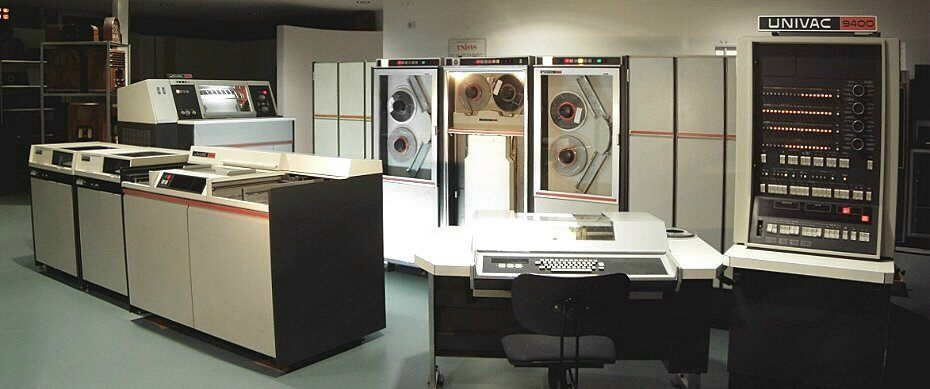
UNIVAC 9400 (museo technologico technikum29, Alemania).

El UNIVAC (UNIVersal Automatic Computer, Computadora Automática Universal) serie 9000 (9200, 9300, 9400, 9700) fue presentado por Sperry Rand a mediados de 1960 para competir con el modelo menos potente de la serie IBM 360. La serie 9000 aplicaba el mismo conjunto de instrucciones del IBM 360. El 9200 y 9300 (que se diferencia sólo en la velocidad de la CPU) implementó solo un subconjunto de las instrucciones IBM 360, mientras que el UNIVAC 9400 implementó completamente todas, siendo este el más  equivalente a la máquina que proponía IBM.
La serie 9000 utiliza una memoria de alambre cromado, creada por los Laboratorios Bell en 1957, que funcionaba como la memoria base de la máquina. La serie 9000 del UNIVAC fue concebida como un competidor directo a IBM, que utilizaba tarjetas de 80 columnas y la codificación de caracteres EBCDIC.
El UNIVAC 9200 se comercializó como un sustituto funcional para el 1004 y como un competidor directo para el IBM 360/20. El computador era de unas dimensiones considerables siendo la impresora-procesador uno de los armarios que lo componen, la fuente de alimentación y la memoria otro y el lector de tarjetas perforadas el último de estos. La memoria era ampliable de 4 KB a 16KB. La impresora era diferente de las anteriores impresoras de otros modelos de UNIVAC, siendo similar a la "impresora de barra" de IBM de la misma época. Utilizando una barra oscilante alcanzó una velocidad de hasta 300 líneas por minuto.